# Megarctosa gobiensis
Megarctosa gobiensis är en spindelart som först beskrevs av Schenkel 1936.  Megarctosa gobiensis ingår i släktet Megarctosa och familjen vargspindlar.
Artens utbredningsområde är Mongoliet. Inga underarter finns listade i Catalogue of Life.